# Друга пляма
«Дру́га пля́ма» (англ. «The Adventure of the Second Stain»)  — твір із серії «Повернення Шерлока Холмса» шотландського письменника Артура Конана Дойля. Уперше опубліковано Strand Magazine у 1903 році.
Сам автор пізніше заніс цю історію до свого списку «12 улюблених історій про Шерлока Холмса».

## Сюжет

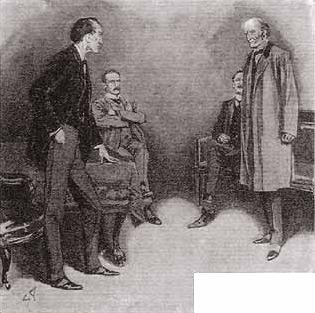
Холмс вислуховує клієнтів

Лорд Беллінджер, прем'єр-міністр, і Трелоні Хоуп, державний секретар з європейських справ, прийшли до Холмса у справі документа, який було вкрадено в Хоупа. Якщо документ розголосять, це може призвести до дуже тяжких наслідків для всієї Європи, навіть війни. Вони не хочуть говорити Холмсу точний зміст документа, але в підсумку вони розуміють, що повинні сказати йому, що лист від іноземного монарха. Ніхто в будинку не знав про документ, навіть дружина секретаря, з яким він не буде обговорювати свою роботу. Жоден із службовців не міг би здогадатися, що було в коробці.
Холмс починає розслідування за допомогою знайомих шпигунів, як дізнається від доктора Вотсона, що одного з них, було вбито. Едуардо Лукас був зарізаний у своєму ж будинку. Холмс вважає, що це не випадково.
До детектива приходить леді Хільда Трелоні Хоуп, дружина секретаря. Вона просить розказати їй про вміст листа, пояснюючи, що це і в її інтересах також. Холмс говорить, що у випадку не знаходження документа, наслідки можуть бути страшні. В очах леді Хільди досвідчений детектив бачить страх. Йдучи, вона благає його не розповідати чоловікові про свій візит.
Шпигунство Холмса не приносить великих плодів. Розслідуючи вбивство Едуардо Лукаса, поліція заарештувала його камердинера, Міттона, але незабаром звільнила його, бо в того є залізне алібі.
Через чотири дні після вбивства стаття в паризькій газеті пов'язує до вбивства в Лондоні мадам Анрі Фурнай, де вона була нещодавно помічена. Мадам Фурнай дружина Едуардо Лукаса, що підтверджують фотографії. Вона не може бути свідком, так як з'їхала з глузду.
Інспектор Лестрейд телефонує детективу, пропонуючи йому поглянути на деякі дивні обставини на місці вбивства. На килимі видніється немала пляма від крові вбитого, однак під килимом плями немає, хоча, очевидно, що кров мала просочитися крізь килим і залишити слід на підлозі. Але пляма мається під килимом з іншої сторони. Це означає, що констебль не слідкував за розмовою мадам Фурнай та містера Лукаса, покинувши їх на самоті, де вони переставили речі. Холмс говорить, що треба поговорити з констеблем.

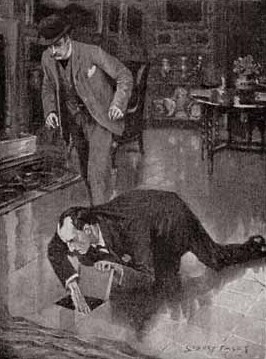
Холмс знаходить схованку в підлозі

Поки Лестрейд сперечається з констеблем, Холмс знаходить під килимом порожню схованку.
Констебль говорить, що візитером була молода жінка, яка, побачивши кров, знепритомніла. Поки він ходив за бренді, щоб привести її у свідомість, жінка зникла. Вийшовши з будинку, детектив показує констеблю фотографію, і той пізнає на ній відвідувачку.
Холмс тепер знає, де знаходить вкрадений документ, але не розуміє причини крадіжки. Він йде до будинку Хоупів, де він надає докази леді Хільді. Вона спочатку все заперечувала, але під тиском Холмса погодилась розповісти всю правду. Вона була жертвою шантажу. Едуардо Лукас дістав лист, написаний леді Хільдою раніше, і погрожував відправити його її чоловіку. Шпигун з офісу повідомив про важливий документ, і Едуардо захотів його в обмін на лист. Жінка пішла до містера Лукаса, обміняла лист на документ, раптом прийшла його дружина, яка назвала леді Хільду його коханкою.
Вона повернулася додому,. Візит до Холмса переконав її в тому, що треба забрати документ. Тепер у неї виникла проблема, як повернути важливий лист на місце. Холмс пропонує покласти його назад у коробку за допомогою дублікату ключа міс Хільди.
Коли Хоуп повернувся додому, детектив говорить, що всі докази говорять про те, що документ знаходиться там, де й має, тобто в коробці. Хоуп відкриває її і знаходить там документ.
Хоуп просить не тримати його за дурня і розповісти правду, де був документ, на що Шерлок Холмс відповідає, що в нього також є дипломатичні таємниці.
Вотсон повідомляє, що публікація справи стала можливою тільки тепер, коли містера та місіс Хоуп немає в живих, бідкаючись про те, що повідомив їхні справжні імена.